# Wopke Hoekstra
Wopke Bastiaan Hoekstra (Bennekom, 30 settembre 1975) è un politico olandese, Commissario europeo per l'azione per il clima dal 9 ottobre 2023 nella Commissione von der Leyen I e II. Precedentemente è stato Ministro delle finanze dei Paesi Bassi dal 2017 al 2021 e poi Ministro degli affari esteri oltre che Secondo Vice-ministro presidente del Governo Rutte IV dal 2022 al 2023.

## Biografia
Nato a Bennekom, nella Gheldria, ha studiato per un anno storia presso l'Università di Leida e poi diritto e politiche internazionali a Roma. Nel 2005 ha conseguito un master in business administration presso l'INSEAD a Fontainbleau.
Ha lavorato come partner per McKinsey e, fino al 2006, per Shell. Inoltre è stato presidente del consiglio di sorveglianza del Museo della navigazione di Amsterdam.

### Carriera politica
È stato eletto alla Eerste Kamer con Appello Cristiano Democratico (CDA) nel 2011 e ha giurato il 7 giugno dello stesso anno.
Nel 2017 ha contribuito alla redazione del programma elettorale del CDA per le elezioni legislative di quell'anno, venendo poi nominato titolare del Ministero delle finanze nel terzo governo Rutte dal Primo ministro Mark Rutte.
Dal 2018, Hoekstra presiede un nuovo gruppo informale di piccoli Stati membri del Nord e del Baltico - Estonia, Finlandia, Irlanda, Lettonia, Lituania e Paesi Bassi -  per trovare una soluzione comune in merito alle riforme della zona euro.  Hoekstra ha anche espresso la sua opposizione a un aumento del contributo dei Paesi Bassi al bilancio dell'UE a seguito della Brexit.   Nel 2019, Hoekstra si è unito con Germania, Francia, Italia, Spagna e Lettonia nel promuovere la creazione di una nuova autorità di vigilanza dell'UE che avrebbe preso il posto degli Stati nella supervisione del riciclaggio di denaro nelle imprese finanziarie.
Il 26 febbraio 2019 ha annunciato che il Ministero, sotto la sua supervisione, aveva aumentato la partecipazione olandese nella compagnia aerea Air France-KLM al fine di ridurre la partecipazione del Governo francese sulla holding creata da Air France e KLM, venendo criticato per non aver avvisato la Tweede Kamer.
Durante una sessione dell'Eurogruppo in videoconferenza ha richiesto che si aprisse un'indagine sui paesi che sostenevano di non avere margine di bilancio per rispondere alla crisi economica innescata dalla pandemia di COVID-19 del 2019-2021. Tali affermazioni sono state fortemente criticate dal Primo ministro portoghese António Costa, che le ha definite "ripugnanti", e dal Ministro degli affari esteri spagnolo Arancha González.
Il 31 ottobre 2020, Hoekstra ha dichiarato che il governo olandese non avrebbe fornito ulteriore assistenza finanziaria a KLM fintanto che non fosse stato d'accordo con sacrifici finanziari da parte di tutti i dipendenti per un periodo di cinque anni. Nelle discussioni con KLM, l'Associazione olandese dei piloti di linea (olandese: Vereniging van Nederlandse Verkeersvliegers) e la Federazione dei sindacati olandesi hanno rifiutato di rispettare il periodo di cinque anni richiesto da Hoekstra. Diversi giorni dopo le parti si accordarono sui tempi e il gabinetto olandese approvò l'accordo con KLM il 4 novembre.
Nel marzo 2020 si oppone all'idea di aiuti europei per la Spagna e l'Italia, duramente colpite dalla pandemia di Covid-19, e chiede alla Commissione europea di indagare sul perché questi Paesi non abbiano i margini di bilancio necessari per far fronte alla crisi sanitaria. Secondo lui, questi Paesi hanno dovuto risparmiare di più solo negli ultimi anni. Il primo ministro portoghese António Costa lo ha criticato duramente dopo il Consiglio europeo del 27 marzo: "Questo discorso è disgustoso. È una follia assoluta e una meschinità totale".
L'11 dicembre 2020, il giorno dopo che Hugo de Jonge aveva annunciato le sue dimissioni da Leader dell'Appello Democratico Cristiano, il consiglio del partito ha nominato all'unanimità Hoekstra come suo successore.
Nel gennaio 2021 è stato coinvolto in uno scandalo in cui migliaia di famiglie sono state accusate ingiustamente di frode sugli assegni familiari. È accusato di aver scelto di chiudere un occhio su malfunzionamenti di cui era a conoscenza.
Tra l'agosto e il settembre 2023, dopo essersi dimesso da leader della CDA, a seguito delle dimissioni del connazionale Frans Timmermans, il governo dei Paesi Bassi lo ha proposto come sostituto; la sua candidatura ha suscitato molte critiche dai gruppi di centro-sinistra del Parlamento europeo ed è stata avviata una petizione contro la sua nomina, a causa del suo passato lavoro per la Shell e delle sue decisioni a sostegno delle esplorazioni petrolifere nei Paesi Bassi. Il candidato neerlandese è stato valutato positivamente dalla presidente von der Leyen dopo un colloquio avvenuto il 29 agosto; Ursula von der Leyen ha quindi proposto di affidare a Hoekstra l'incarico di commissario europeo per l'azione per il clima. L'audizione presso le competenti commissioni del Parlamento europeo si è svolta il 2 ottobre 2023. Dopo aver ricevuto risposte aggiuntive alle domande presentategli in forma scritta, il 5 ottobre 2023 il Parlamento europeo ha approvato la sua nomine e l'incarico affidatogli con 279 voti a favore, 173 contrari e 33 astensioni. Il 9 ottobre seguente anche il Consiglio ha approvato la nomina del neo-commissario Hoekstra che ha potuto così assumere l'incarico.
Nel settembre del 2024 viene confermato come commissario nella commissione von der Leyen II.

### Esilio fiscale
Nell'ottobre 2021 è venuto alla luce il suo coinvolgimento (dovuto alla pubblicazione dei cosiddetti Pandora Papers) in società situate in paradisi fiscali, con l'acquisto 500 azioni di una società offshore, la Candace Management Ltd, nelle Isole Vergini britanniche.